# ゆりやんレトリィバァ
ゆりやんレトリィバァ（1990年〈平成2年〉11月1日 - ）は、日本のお笑いタレント。吉本興業所属。2017年の「女芸人No.1決定戦 THE W」、「NHK上方漫才コンテスト」および2021年の「R-1グランプリ」で優勝。本名、吉田 有里（よしだ ゆり）。

## 来歴

### 生い立ち
奈良県吉野郡吉野町国栖地区出身。吉野町立吉野中学校、奈良県立高田高等学校、関西大学文学部卒業。
生まれ育った吉野町は「桜の名所」で有名な、歴史の教科書にも載るほどの日本の歴史上著名な町であり
「失ったら二度と取り戻せない風景」を残す「日本で最も美しい村連合」に加入しており、日本の原風景が残る自然豊かな町である。FUJIWARAの藤本敏史はその自然の豊かさに「よぉこの町から芸人なろうて思たな…」と話した。
3歳くらいまでは物静かな子だった。知らない人が家に来ると、親の後ろに隠れるような子供であった。また近所の人たちは皆顔見知りだったが「ゆりちゃんはよく肥えてるなぁ」と言われると、愛想笑いをしながら母親の身体をこっそりつねる子どもだった。
それでも地元で行われるようになった「あいさつ運動」がきっかけとなり、少しずつ明るくなっていった。

#### 父親との「今日でき」の習慣
父親はもともと大手私鉄に勤めており、奈良県吉野町から大阪まで長距離通勤をしていた。幼かった頃は父親が帰宅すると姉と2人で飛び付いていた。帰宅が夜遅くなり、ゆりやんたちが先に寝てしまった夜も、子どもたちに会いたがった父親は、身体を揺すって子どもたちを起こしに来ていた。
父親は地元の青少年指導員をしていた。その経験から、なるべく子どもたちの話を聞くように心掛けていた。
父親が帰宅した時には、父親が食卓で一人でご飯を食べながら、パジャマ姿のゆりやんと姉に「今日の出来事」を聞くのが父親の習慣になった。ほぼ毎日の事だったので「今日でき」という言葉で呼ぶようになった。もともと照れ屋だったゆりやんは最初の頃は口数も少なかったが、少しずつ喋るようになってきた。そして会話をするための観察眼も養われていった。
ゆりやんが中学3年生の時に父親は私鉄を退職し脱サラして、木材やガラスをエッチングで表面加工し文字などを刻印し、家の表札や雑貨などを制作する工房を地元吉野町で開いた。この時、ゆりやんは親が会社を辞める事が恥ずかしく、反対した。しかし父親から「今よりもお金持ちになって犬も飼えるぞ」と説得された。結果としては更に貧乏になり犬も飼えなかった。けれども父親と過ごす時間がその分増えることになった。
高校、大学時代の7年間は、家から最寄りの駅までの片道約20分間、父親に車で送り迎えをして貰った。その時間を使って、子どもの頃からの習慣である「今日でき」で、今日起こった出来事を父親に話していた。

#### お笑い芸人になりたい
幼稚園の頃はモーニング娘。に憧れ本気でモー娘。に入ってアイドルになろうと思いオーディションの様子を脳内シミュレーションした事もあった。メンバーは全員二重まぶたで涙袋があるのに対し、自身は一重まぶたであるという決定的違いに気付き、結局は諦めた。
その後、小学校2年生の時に吉本新喜劇が大好きになり、山田花子や島田珠代の「面白すぎる」様を観て2人のようになりたいと思ったことをきっかけで、「お笑い芸人なら一重まぶたでもスポットライトを浴びれるんや」と直感的に思い、「私も吉本新喜劇に入るんや」とお笑い芸人を目指すようになった。
小学校の時の男子6人女子6人の合わせて12人のクラスメイトたちは皆、吉本新喜劇に入って活躍するんだ、と考えていた。そして吉本新喜劇のマネをしながらみんなで笑い合っていた
。学芸会では吉本新喜劇のコントをそのまま模倣してやった。そうしたら、観ていた上級生や先生方や保護者たちがみんなして笑ってくれた。新喜劇の模倣だったけど、みんなが笑ってくれたことが気持ちよくて楽しくて嬉しくて、とてつもなく最高の快感だった。そんな環境だったからか、人を笑わせることが自然と好きになっていった。
とにかく、自分以外の誰かに「なり切る」のが好きだった。また、これから起こるかもしれないありとあらゆる様々な出来事をイメージトレーニングをしていった。

#### 独学による英語習得
子どもの頃に観た映画『バック・トゥ・ザ・フューチャー』が大好きになり、主演のマイケル・J・フォックスに会いたくて、子どもの頃からアメリカへ行きたいと思っていた。
中学生の頃から姉の影響で洋楽にも興味を持ち始め、ブリトニー・スピアーズなどの洋楽を毎日歌うようになった。「アダムス・ファミリー」などの他の洋画：特に80年代から90年代のアメリカ洋画も観るようになり、そして映画の登場人物の物真似を家族に見せるようになり、結果として英語を独学で習得することになった。
中学3年生の時には『バック・トゥ・ザ・フューチャー』をテーマに英語のスピーチコンテストに出場したこともあった。また、もしも第一志望の高校に受からなかったらアメリカの高校へ留学したい、と考えたこともあった。

#### 中学生の時のイジメられ経験
中学校ではテニス部に所属した。ところがキャプテンを決める際に名乗り出たことがきっかけでいじめを受けるようになってしまった。またクラスでもギャルのグループに入ろうとしたら「ゆりちゃんは違う」と言われ断られた。
その一方で、父親は「どこへ行ってもイジメはあるだろう」という考え方を持っていた。そして「今日でき」の延長の形でゆりやんに話を聞いた。そしてゆりやんが正しいところ、またゆりやんが悪かったところ、その都度に合わせてアドバイスをしていった。
また中学の保健室の先生が「大人になったらみんなわかってくれるようになるから」と励ましてくれた。そして「芸人になって見返す」とテニス部をやめなかった。
その後、高校の時にいじめていた子たちの内の2人が関西大学を受験すると聞いて関大を目指し、塾へ行かずして合格した。一方でいじめをしていた2人は受験に失敗したため、ゆりやんがいじめられたリベンジを果たすことになった。
そして大人になり社会人になってから、自分を必要としてくれる人がいる事が本当だと理解するようになっていった。

#### 高校3年生の時の片想い
高校の時は水泳部に所属し毎日練習した。奈良県の水泳大会の自由形で7人中5位だった。また高校では文化祭の舞台に立ち、ピンネタを披露していた。
高校卒業後すぐにお笑い芸人になるべく「NSC：吉本総合芸能学院」に入るつもりだった。しかし高校3年生の時に年下の野球部の男の子を好きになってしまい、部活を引退したので夏休みに学校へ行けなくなり「好きな子に会えなくなる」と、受験勉強のためにという名目で、毎日朝早くから野球部が来る前に学校に登校し、教科書を開きながら迷惑にならないようにその子の野球部の練習が終わるまで見守る日々を送った。そしていつしか関西大学へ入れたら、その子から凄いと思われるんじゃないかとも思うようになった。
しかし受験直前に、その子に彼女が出来て失恋してしまった。それが悔しかったので引き続き更に勉強して関西大学に受かり入学した。

#### 知識と交友と経験を積み重ねた大学時代
大学時代は、自宅最寄りの駅から大学までの片道3時間を映画のDVD鑑賞時間に当て、映画研究の糧とした。またダンスサークルに入り、後に航空会社のCAになった友だちから英語を教わるなどして、知識と交友を広げていった。
大学で開かれた「一発ギャグ大会」には女性で唯一参加し、2位になった。そしていつしか「太っている自分」を受け入れ「笑い」に昇華できるようになっていった。
娘に普通の就職をして欲しかった父親からは最初はお笑い芸人になることを反対された。送り迎えの車の中で何度も何度も話し合った。そのうち父親も「自分も周囲の反対を押し切って好きなことをしているので説得力に欠ける」と考えるようになった。
そして大学卒業に必要な単位を3年生までに全て取得し、吉本の学校に入るための入学金を内緒でアルバイトで稼いでいたことで、父親も最終的にはゆりやんがお笑い芸人を目指すことを許し、大学4年生から吉本の学校：NSCに通うことを許した

### 芸人として

#### 芸能期（2010年代）
2012年（平成24年）4月、関西大学4年生の時に、大学へ通いながらアルバイトをして貯めたお金で大阪NSC35期生として入学。2013年（平成25年）2月に行われた卒業公演となる「NSC大ライブ2013」で優勝し、NSCを首席で卒業した。優勝特典として、2013年4月の一ヶ月間の予定がすべて仕事で埋まっているスケジュール帳が贈られた。お笑いの仕事をし続けた一ヶ月間のおかげで、デビューから瞬く間に新人芸人「ゆりやんレトリィバァ」は関西では知られる存在になった。
2014年（平成26年）3月より、あなたの街に“住みます”プロジェクトの「3代目奈良県住みます芸人」に就任した。
2015年4月から放送の『世界のどっかにホウチ民』（TBSテレビ）の企画で、「ホウチ民」の1人として3か月間アメリカ・ニューヨークに滞在。現地で下ネタスラングに精通するレベルの英会話力を披露した。
2017年2月24日、第47回NHK上方漫才コンテストで優勝。同コンテストでは、女性ピン芸人初の優勝者となった。同年10月12日、M-1グランプリ2017においでやす小田と結成したコンビ「おいでやすレトリィバァ」で出場し3回戦に進出した。同コンビでは翌年のM-1グランプリ2018でも出場し3回戦に進出した。
2017年12月11日、東京・日本テレビで行われた「女芸人No.1決定戦 THE W」で優勝。2018年12月10日の第2回「THE W」では前回王者として「絶対優勝します」と連覇を誓うが、ファーストステージであぁ〜しらきに大敗した。
2019年
（令和元年）6月、アメリカの人気オーディション番組『アメリカズ・ゴット・タレント』に出演。露出度が激しい星条旗デザインの水着を着て独特なダンスを踊った。「Judges' auditions（公開オーディションの1回目）」で敗退するも、大きな話題となった。

#### 芸能期（2020年代）
2020年（令和2年）10月、36kgの減量に成功したことを明かした。最終的には40kgの減量をした。芸人になってから、先輩たちに勧められるがままに食べていき、その結果として肥満状態になっていた。母親はその様子を見てゆりやんの健康を心配していた。2018年（平成30年）頃に番組の企画で美尻トレーナーと知り合いダイエットを決意。ゆりやん自身は「たまたま食べすぎて太っていただけ」と話し、太っているキャラでネタをやっていたわけではなかったと話した。自分の健康も考えての減量であり「もう太っているのに飽きたなって感じ。当たり前の動きが単純にしんどかった」と話した。
2021年（令和3年）3月7日にR-1グランプリ2021で優勝し、11月には「GQ MEN OF THE YEAR 2021」で、コメディアン・オブ・ザ・イヤー賞を受賞。
2023年（令和5年）4月14日放送分の『探偵!ナイトスクープ』（ABCテレビ）から山崎静代（南海キャンディーズ）以来6代目の女性探偵に抜擢された。平成生まれの探偵としての加入は所属事務所の先輩であるせいや（霜降り明星）が初であるが、女性探偵ではゆりやんが初となった。
同年7月19日、日本の女性ラッパーであるAwich、NENE、LANA、MaRIによるサイファー「Bad Bitch 美学」のリミックス・バージョン「Bad Bitch 美学 Remix」に参加し配信リリースされ、ラッパーとしてデビューした
2024年（令和6年）9月19日よりNetflixで配信されたダンプ松本の半生を描いたドラマ『極悪女王』で「ダンプ松本 / 松本香」役で主演。健康のためにダイエットをしていたが、役作りのために体重を65kgから105kgまで増やし、ダンプ松本役に挑んだ。撮影中に受け身を失敗して背中と頭を打ち、2週間の安静の診断を受け、撮影が約半年間延期した事もあったが、筋肉増量と本格なプロレストレーニングをこなして「ダンプ松本に「成り」」、また他にも様々な形で尽力し「極悪女王」完成に貢献した。完成報告会見では、監督の白石総に対し「監督！私たちを！私たちをここに連れてきてくれて！ありがとうございます！」と号泣し、「どんな人生を送っていたのか想像がつかないくらい、この作品は大きなものです」などと語った。『極悪女王』は日本の「Netflix週間TOP10（シリーズ）」3週連続1位を記録し、大ヒット作となった。

『探偵!ナイトスクープ』を2024年9月6日放送分で卒業し、活動拠点をアメリカに移すことを報告した。アメリカでお笑い芸人として売れたい、ハリウッドスターになりたいという目標を語った。12月10日、渡米。

## 人物

### 趣味・特技
関西大学の映画研究会で洋画を観るなどして英語を勉強してきた経験はあるが、英会話は他人から言われるほど得意ではない。また、「伝われば良い」という考えもあり、英語に関する資格なども一切取得していない。
大学ではストリートダンスサークルにも所属し、学園祭ではチームメイトとともにマイケルジャクソンのダンスも披露している。
上京する前に住んでいた大阪の北堀江のマンションの近くにタイ料理専門店があることを大悟（千鳥）から教えてもらい、以降通うようになる。

### 家族
かつて大手鉄道会社の職員だった父は地元・吉野でエッチング工房『エッチング幸房ソレイユ』を経営。2歳年上の姉がおり、2024年現在、教職に就いている。姉と同様、姓名判断で大大吉の画数で命名される。姉の影響で洋楽にハマり、ブリトニー・スピアーズの楽曲を好んでいた。
2021年2月23日放送の日本テレビ系『はじめまして!一番遠い親戚さん』では、オール阪神（はとこの夫の従弟）や、田原総一朗、藤田一也（横浜DeNAベイスターズ内野手）と親戚であることが判明した。

### 故郷：吉野町と「子どもたち」への思い
ゆりやんの故郷である奈良県吉野町は歴史ある自然豊かな町である。しかし近年は過疎化や少子高齢化が進んでおり、以前、台風が直撃した際の復旧作業の時には、当時67歳だった父親が「若者」として招集されたことにゆりやんはショックを受けた。
吉野町は「お笑い芸人・ゆりやんレトリィバァ」を作った町。ゆりやんは吉野町のために、「ふるさと納税」の使い途として「福祉」や「子どもたちへの教育」を選んでいる。また将来を担う子どもたちのために、寄付をする時には寄付先を選び、また吉野町で生活する人たち：高齢者たちも含む、が住みやすい町になるように願っている
。そして吉野町の良さを多くの人たちに知ってもらい、いっぱい遊びに来て欲しいと望んでいる
。

## 芸風
芸種は漫談、1人コント。特技のダンス、英語、ピアノなどを取り込んだネタを得意とする。オスカー賞女優に扮し英語風のスピーチの合間に日本語であるあるネタを挟むネタや、音楽に合わせてダンスをしながら「落ち着いて行きやー」などと言いテンパった時の対処法をアドバイスをするなどのネタを展開している。
他にギャグやネタ中のフレーズには「ちょーしのっちゃって」「サプライズ!」「人には人の尿酸値」などがある。友近は「同じような匂いをした子」と評し、2018年ごろから共演機会が増えている。
かつて芸風で悩んでノブ（千鳥）に相談したところ「ゆりやんはそのままでいい」「ずっと続けてたらゆりやんはそういう人だってわかってもらえるから、絶対続けた方がいいよ」とアドバイスを受けた。
Mr.都市伝説の関暁夫は「ゆりやんレトリィバァさんは、何をしゃべっても面白いんだよね。時が止まっちゃうと思います」と絶賛している。
目標は「アカデミー賞受賞」。
2019年9月のインタビューでは「楽しい、アホ、面白い。それでハッピーなんやから、私自身も普段からそうありたい。『受けへんからやりたくない』じゃなく、滑るならどこまで滑れるのかを追求するぐらいの気持ちで」と答えている。

### 芸名
芸名は、高校時代からのあだ名「ゆりやん」と、NSC入学当時に友人との間で流行っていた「ゴールデンレトリィバァ」の2つの候補で悩んでいたが、芸名を申請する際、試しに両方を合わせた「ゆりやんレトリィバァ」を言ってみたところ、いい感じだったため決定した。
かつては「親が犬だったからレトリィバァ」になったという設定であり、「親の犬種は？」と振られると「プードルです」「ブルドッグです」など、ゴールデン・レトリバーと別の犬種を答えていた。

## 作品

### シングル
吉本坂46
- 泣かせてくれよ（2018年12月26日、SRCL-11048） - EAN 4547366384871。
- 今夜はええやん（2019年5月8日、SRCL-11148/9） - EAN 4547366399615。

### 配信限定
- 友達失格（2017年10月25日）
- みんなみっちりねこねこにゃお ゆりやんレトリィニャァ~(CV:ゆりやんレトリィバァ) feat. です。（2018年4月25日）
- YOUR STUDIO LAND〜自分らしさ彩る笑顔咲くとき〜　ゆりやんレトリィバァ feat.トット、ミキ、ラニーノーズ （2019年1月16日）

### 参加作品
- Bad Bitch 美学 Remix（英語版）（2023年9月17日）[36][37][38]

### 監督作品
- 禍禍女（2026年公開予定、K2 Pictures）[64]

## 出演

### テレビ

#### 現在のレギュラー
現在はアメリカに移住したため、日本の番組でのレギュラー出演はしていない。

#### 過去のレギュラー・準レギュラー
- ロケみつ ザ・ワールド（毎日放送）
  - ご主人様は異国の人でござる 忍者ピッタリくんブログ旅（2013年4月25日・5月25日 - 11月28日）
  - 熊本から新潟へ！ロケみつ放送エリア縦断 探せ！録っても大好きな人ブログ旅（2014年1月30日 - 3月13日）
- OH YEAH「ぐっjob」（2014年10月5日 - 2015年3月29日、KCNファミリーチャンネル）[65]
- ナイナイの海外定住実験バラエティー 世界のどっかにホウチ民（2015年4月23日 - 2015年9月30日、TBS） - ホウチ民
- AI-TV（2017年10月30日 - 2018年3月12日、フジテレビ）[66]
- 気ままに歩こーく!（2015年4月10日 - 2018年3月31日、奈良テレビ）[67]
- ちちんぷいぷい[2]（2017年、毎日放送）- 水曜日、VTRロケコーナー「門出物語〜新しいお店始めました〜」リポーター
- やすとも・友近のキメツケ!※あくまで個人の感想です[2]（2018年4月24日 - 、関西テレビ） - ナレーション
- なるほどプレゼンター!花咲かタイムズ[2]（2017年4月1日 - 2021年3月27日、CBCテレビ）- コーナー「推しタビ」隔週出演
- チルテレ[2]（2018年4月4日 - 2020年12月26日、BS日テレ・YouTube） - コーナー「友近ゆりやんの時間」
- 中川工場（NHK大阪放送局）
- ほっとけない!TV（2019年10月8日 - 2020年9月30日、RKB毎日放送）
- 2時45分からはスローでイージーなルーティーンで（2021年4月1日 - 2023年3月30日、関西テレビ） → 1時50分からはスローでイージーなルーティーンで（2023年4月6日 - 2023年9月29日） - 木曜MC
- Doki Doki! NHKワールド JAPAN（2021年3月28日 - 2023年3月27日、NHK総合・NHKワールド JAPAN）
- 探偵!ナイトスクープ（2023年4月 - 2024年9月、ABCテレビ）

#### 不定期出演
- ネプリーグ (2017年1月30日-) - 5回出演

#### 特別番組
- ゆり山紅葉の京都びしょ濡れバスツアー（2016年11月8日・2017年11月7日、読売テレビ） - MC
- ゆりの小町prasents京都美ビューティーツアー（2018年11月9日、読売テレビ）
- ゆりやんと七人のツッコミ（2021年6月27日、関西テレビ・フジテレビ系） - R-1グランプリ2021優勝記念特番[68]
- ブラマヨ&ゆりやんのいきなり合唱GP（2021年11月3日、ABCテレビ）
- すゑひろがりずの万国一周双六（ABCテレビ、2022年2月20日・27日） - 進行
- ゆりやん・ガンバレルーヤの私たちだってステキな恋がしたい!旅in沖縄（関西テレビ、2023年3月18日）

### テレビドラマ
- トドメの接吻 第7話（2018年2月18日、日本テレビ） - ナルキッソスの客 役
- ベビーシッター・ギン！（2019年6月30日 - 9月1日、NHK BSプレミアム） - ヒロイン・美々子 役[69]
- ハゲしわしわときどき恋（2020年1月2日、テレビ朝日） - 主演・桜木マチコ 役[70]
- FM999 999WOMEN'S SONGS 第4話（2021年4月 - 、WOWOWオンデマンド・WOWOWプライム） - まゆげの女 役
- ドラゴン桜 第2シリーズ 第7話・第9話（2021年6月6日・20日、TBS） - 由利杏奈 役[71][72]
- 持続可能な恋ですか?〜父と娘の結婚行進曲〜（2022年4月19日 - 6月21日、TBS） - MIKAKO 役[73]
- 推しが上司になりまして（2023年10月5日 - 12月21日、テレビ東京） - 倉吉素子 役[74]

### 配信ドラマ
- 全裸監督2（2021年6月24日 全話配信、Netflix） - 警察官 役
- カリスマヨガインストラクターMIKAKOの持続不可能な恋ですが（2022年5月10日 - 6月21日、Paravi） - 主演・MIKAKO 役[75]
- 極悪女王（2024年9月19日 - 、Netflix） - 主演・ダンプ松本 役[41][76][77]

### 映画
- スパゲティコード・ラブ（2021年11月26日公開、ハピネットファントム・スタジオ） - 目黒梅子 役[78][79]
- たまの映像詩集 渚のバイセコー（2021年）- 素直子 役
- 十一人の賊軍（2024年11月1日、東映） - 新発田の村娘 役[80]

### 配信映画
- 新幹線大爆破（2025年4月23日、Netflix） - 車内アナウンス 役[81][82]

### ラジオ
- 笑い飯の金曜お楽しみアワー（2013年2月22日、MBSラジオ） - 茶屋町お笑いコロシアム
- ザ・プラン9のとびだしNSC!（2013年4月6日・2013年6月8日 - 、YES-fm） - NSCの星が来た!（2013年4月6日）・アシスタント（2013年6月8日 -）
- ヨシモト*chatterbox!（2013年4月29日 - 5月3日、YES-fm） - NSCの時間
- ゆりやんレトリィバァのハピハウス（2015年4月4日 - 2016年3月26日、エフエムあまがさき） - 土曜 15:00 - 15:30
- ユリヤンスタジオランド（2016年4月2日 - 2018年3月31日、エフエムあまがさき） - 土曜 22:00- 23:00
- ユリヤンスタジオランド ゆりやんの家とミート・ザ・フィーリングショー（2018年4月7日 - 2020年12月26日、エフエムあまがさき） - 土曜 23:00- 23:15
- マルセイユ ゆりやん まんげきミッドナイトパーティ!（2017年4月3日 ‐ 9月24日、MBSラジオ）- マルセイユと共にパーソナリティを担当。
- ゆりやんレトリィバァの落ち着いて聞きや〜！（2017年4月9日、ニッポン放送）
- まんげきミッドナイトパーティ!（2017年12月11日、MBSラジオ）
- QUEENS RADIO（2024年1月6日 - 、J-WAVE）[83]

### WEB番組
- つぼみのニコニコランド（2013年4月3日 - 5月3日、ニコニコ動画・桜 稲垣早希とつぼみの開花宣言ちゃんねる） - ゲスト出演
- あらびき団presentsあら-1グランプリ2013 〜売れずに終わってもつかみたい称号がある!?〜（2013年8月31日、YNN・ニコニコ動画）
- HITOSHI MATSUMOTO presents ドキュメンタル（2018年 - 2021年、Amazonプライム・ビデオ） - シーズン6、シーズン9、シーズン10出演
- 和田アキ子 史上初の誕生会生中継（2019年4月10日、AbemaTV）[84]
- こじらせ森の美女（2019年11月2日[85] - 2020年1月18日、AbemaTV） - MC
- 家-1グランプリ2020〜お笑い自宅芸No.1決定戦〜（2020年5月3日、ABEMA） - 決勝進出者[86]
- Lady Gaga “Rain On Me with Ariana Grande” Official Parody（2020年7月25日、YouTube・NAOMI CLUB） - アリアナ・グランデ 役[87]
- JO1 HOUSE season2（2020年9月10日 - 24日、GYAO!） - 特別講師[88][89][90]

### CM・広報
- JR西日本SC開発 LUCUA osaka 1st ANNIVERSARY（2016年 - ） - ナレーション[91]
- 関西電力（2017年）
- サントリー食品インターナショナル
  - クラフトボス（2017年）
  - 奥大山のブルーベリーヨーグリーナ＆サントリー天然水（2018年） - 世界的大女優“ベリー・ブリー”役[92]
- ミクシィ モンスターストライク（2017年）
- リクルート タウンワーク（2017年）
- ロート製薬 肌研（肌ラボ）
  - 恋する肌キュンmovie（2017年）
  - 極潤 「GO!!極潤肌」篇（2019年8月26日 - ）[93]
- ソフトバンク
  - ワイモバイル「ズキュン！」シリーズ （2017年） - ニャンシー社長（声）[94]
  - 白戸家ミステリートレイン（2018年） - 第二の被害者
- 近畿日本鉄道「いこーやなごーやキャンペーン」（2017年）[95]
- トリドールジャパン 丸亀製麺 うま辛坦々うどん（2018年）[96]
- オズビジョン ハピタス（2018年 - ）[97]
  - 「スマホの住人」篇（2018年11月29日 - ）
  - WEBCM いきなりゆりやんシリーズ「ファッション広告」篇・「コスメ広告」篇・「旅行広告」篇
  - WEBCM いきなり6秒ゆりやんシリーズ「家電広告」篇・「日用品広告」篇
- エイブル&パートナーズ CHINTAI（2019年）※声のみ[98]
- カメラのキタムラ スタジオマリオ（2019年）[99]
- ヤフー PayPayフリマ・PayPayモール（2019年）[100]
- ワークポート「みんスク」（2020年）
- GU（2021年）[101]
- Uber Eats「ものまね編」（2021年） - えなりかずきと共演
- Cambly, Inc.  CAMBLY・ CAMBLY KIDS（2021年）[102]
- afterFIT しろくま電力（2021年）[103][104]
- BOAT RACE振興会 『アイ アム ア ボートレーサー』（2022年）
  - 「レジェンド登場篇」（2022年1月8日 - ）[105]
  - 「カミオの実力篇」（2022年2月16日 - ）[106]
  - 「シドウとカミオ篇」（2022年3月7日 - ）[107]
  - 「私はQUEEN篇」（2022年3月28日 - ）[108]
  - 「ハルカの変身篇」（2022年4月25日 - ）[109]
  - 「永遠のライバル篇」（2022年5月30日 - ）[110]
  - 「俺はガリコシ篇」（2022年6月27日 - ）[111]
  - 「弟子はとらない篇」（2022年7月25日 - ）[112]
  - 「カミオの涙篇」（2022年8月29日 - ）[113]
  - 「プリンセスの意地篇」（2022年9月26日 - ）[114]
  - WEBCM スピンオフ作品「ワタシが強くなれるワケ ―アンナとユリの場合―」（2022年4月11日 - ）[115]
- ピーチ・ジョン ブランドミューズ（2022年1月29日 - ）[116]
  - 「すてきオーラブラ」篇（2022年3月16日 - ）[117]
  - クーリッシュシリーズ 新ビジュアル（2022年4月21日 - ）[118]
- 日本郵政（2023年）- ぼんちおさむと共演
- 花王 めぐりズム 蒸気でホットアイマスク（2025年） - ナダルと共演[119]

### 吹き替え
- ヴァレリアン 千の惑星の救世主（2018年） - バブル 役〈リアーナ〉[120]
- ビーキーパー（2025年） - アニセット 役[121]
- ウィキッド ふたりの魔女（2025年） - シェンシェン 役〈ブロンウィン・ジェームス〉[122]

### テレビアニメ
- みっちりねこ（2018年） - ゆりやんレトリィニャー 役
- ポケットモンスター（2021年） - コダック 役[123]
- ちびまる子ちゃん（2021年） - 元気なお姉さん 役[124]
- おじゃる丸（2023年） - 諸星の母 役

### 舞台
- 水谷千重子50周年記念公演「とんち尼将軍 一休ねえさん」（2019年2月 - 3月） - 尼神インター 誠子とのダブルキャスト
- 友近・ゆりやんライブ『ブルース・シスターズ〜変な先輩と変な後輩♡〜』（2019年11月 - 12月）

## 受賞歴
- 2012年 茨木フェスティバル ボルケーノ茨木 ヤナギブソン賞
- 2013年 NSC大ライブOSAKA 2013 優勝[6]
- 2014年 第15回新人お笑い尼崎大賞 漫才・コント等の部 大賞
- 2015年 R-1ぐらんぷり2015 第3位
- 2015年 第45回NHK上方漫才コンテスト 本選進出
- 2016年 第1回上方漫才協会大賞 トータルコーディネイト賞
- 2016年 R-1ぐらんぷり2016 第3位
- 2016年 第46回NHK上方漫才コンテスト 本選進出
- 2017年 R-1ぐらんぷり2017 決勝進出
- 2017年 第47回NHK上方漫才コンテスト 優勝
- 2017年 女芸人No.1決定戦 THE W 優勝[6]
- 2018年 R-1ぐらんぷり2018 準優勝
- 2021年 R-1グランプリ2021 優勝[6]